# Jofre Cullell
Jofre Cullell Estapé (Santa Coloma de Farnés, 10 de marzo de 1999) es un deportista español que compite en ciclismo de montaña en la disciplina de campo a través.
Ganó una medalla de oro en el Campeonato Mundial Junior de Ciclismo de Montaña de 2017. Participó en dos Juegos Olímpicos de Verano, ocupando el decimoquinto lugar en Tokio 2020 y el vigesimocuarto en París 2024, en la prueba masculina.